# Agata Kot-Wasik
Agata Jolanta Kot-Wasik (ur. w 1964 w Siedlcach) – polska profesor chemii specjalizująca się w chemii analitycznej, a zwłaszcza w chromatografii, analizie śladów i analizie zanieczyszczeń środowiska. Zatrudniona w Katedrze Chemii Analitycznej na Wydziale Chemicznym Politechniki Gdańskiej. Prodziekan ds. kształcenia, prodziekan ds. nauki, dziekan Wydziału Chemicznego.

## Życiorys
W roku 1988 ukończyła studia magisterskie na Wydziale Chemicznym PG w specjalności Analityka Techniczna i Przemysłowa. W latach 1988–1992 była zatrudniona w Katedrze Chemii Organicznej na stanowisku naukowo-technicznym. W 1990 roku ukończyła studia podyplomowe „Techniki Instrumentalne w Analizie Śladów i Ochronie Środowiska” realizowane na PG, a w 1992 rozpoczęła studium doktorskie na macierzystym wydziale, które kontynuowała i ukończyła na belgijskim Uniwersytecie Gandawskim uzyskując tam stopień doktora w 1995 roku (nostryfikowany w 1996 na PG). Od 1996 roku jest zatrudniona w Katedrze Chemii Analitycznej w zespole prof. Jacka Namieśnika jako nauczyciel akademicki, początkowo jako asystent (1995-1996), następnie jako adiunkt (1996-2009), adiunkt z habilitacją (2009-2012) i następnie jako profesor nadzwyczajny PG. W roku 2009 uzyskała stopień doktora habilitowanego, w 2014 odebrała z rąk prezydenta RP Bronisława Komorowskiego nominację profesorską.
W latach 2004–2006 członkostwo w Sekcji Chemii Morza Komitetu Badań Morza PAN. W latach 2007–2012 została powołana na członka Komisji Śladowej Analizy Organicznej Komitetu Chemii Analitycznej PAN. W kadencji 2012-2015 oraz 2015-2018 w składzie Rady Naukowej Instytutu Oceanologii PAN.
Działalność naukowa prof. Agaty Kot-Wasik skupiona jest na poszukiwaniu i opracowywaniu nowych metodyk analitycznych. Główny nurt jej zainteresowań stanowią nowoczesne techniki analityczne ze szczególnym uwzględnieniem technik łączonych, a wśród nich na plan pierwszy wysuwa się nowoczesna, ultraszybka wysokosprawna chromatografia cieczowa w połączeniu ze spektrometrią mas, tandemową spektrometrią mas i wysokorozdzielczą spektrometrią mas. Jednocześnie zdobywa doświadczenie w zakresie przygotowania próbek ciekłych i stałych do analizy chromatograficznej. Ważnym elementem prowadzonych prac badawczych stanowi poznanie kinetyki reakcji degradacji zanieczyszczeń środowiska wodnego oraz identyfikacja produktów degradacji organicznych zanieczyszczeń środowiska umożliwiająca określenie dróg degradacji związków ze szczególnym uwzględnieniem pozostałości farmaceutyków. Ostatnio prowadzone badania naukowe skupiają się na lipidomice i metabolomice.
Dorobek publikacyjny prof. Agaty Kot-Wasik obejmuje ponad 70 artykułów w czasopismach naukowych z bazy JCR, rozdziały w sześciu książkach, współautorstwo pięciu skryptów akademickich.
Recenzent w postępowaniach doktorskich (8) i habilitacyjnych (5), wniosków grantowych krajowych i manuskryptów publikacji w czasopismach z listy JCR. Kierownik 3 grantów KBN.   Publikacje prof. A. Kot-Wasik uzyskały ponad 1500 niezależnych cytowań, indeks Hirscha wg Web of Science 21 (2016 r.).
Prof. A. Kot-Wasik wypromowała 2 doktorów, dwukrotnie była współpromotorem prac doktorskich, a obecnie jest opiekunem naukowym 3 następnych doktorantów. Ponadto była opiekunem ponad 175 prac dyplomowych magisterskich i inżynierskich oraz recenzentem prac dyplomowych ponad 70 razy. Była również promotorem prac dyplomowych studentów zagranicznych (dwóch z Portugalii w 2006 roku, jednej z Hiszpanii w 2008 roku, z Hiszpanii i Etiopii w 2012/2013).
W 1995 roku odbyła półroczny staż na Uniwersytecie w San Sebastian w Hiszpanii finansowany przez rząd baskijski, a w 1999 roku miesięczny staż na Uniwersytecie w Pau we Francji.
W 1995 roku otrzymała Nagrodę Gdańskiego Towarzystwa Naukowego oraz Nagrodę Królewskiej Akademii Nauk w Brukseli, Belgia.
Odznaczona Brązowym Krzyżem Zasługi (2006) i Medalem Komisji Edukacji Narodowej (2004). Otrzymała kilkanaście nagród indywidualnych i zespołowych Rektora PG.
W latach 2012–2016 prodziekan ds. kształcenia, w latach 2016-2019 prodziekan ds. nauki, od października 2019 dziekan Wydziału Chemicznego.